# دیناژپور
دیناژپور (به لاتین: Dinajpur) یک منطقهٔ مسکونی در بنگلادش است که در استان رنگ‌پور واقع شده‌است. دیناژپور ۲۲٫۸ کیلومتر مربع مساحت و ۲٬۷۶٬۰۰۰ نفر جمعیت دارد.